# الشاليه (مسلسل)
الشاليه هو مسلسل فرنسي يتكون من 6 حلقات تم عرضه على قناة فرنسا 2 في 26 مارس 2018  وتم توزيعه دولياً من قبل نتفليكس.